# 神戸ハーバーランドセンタービル

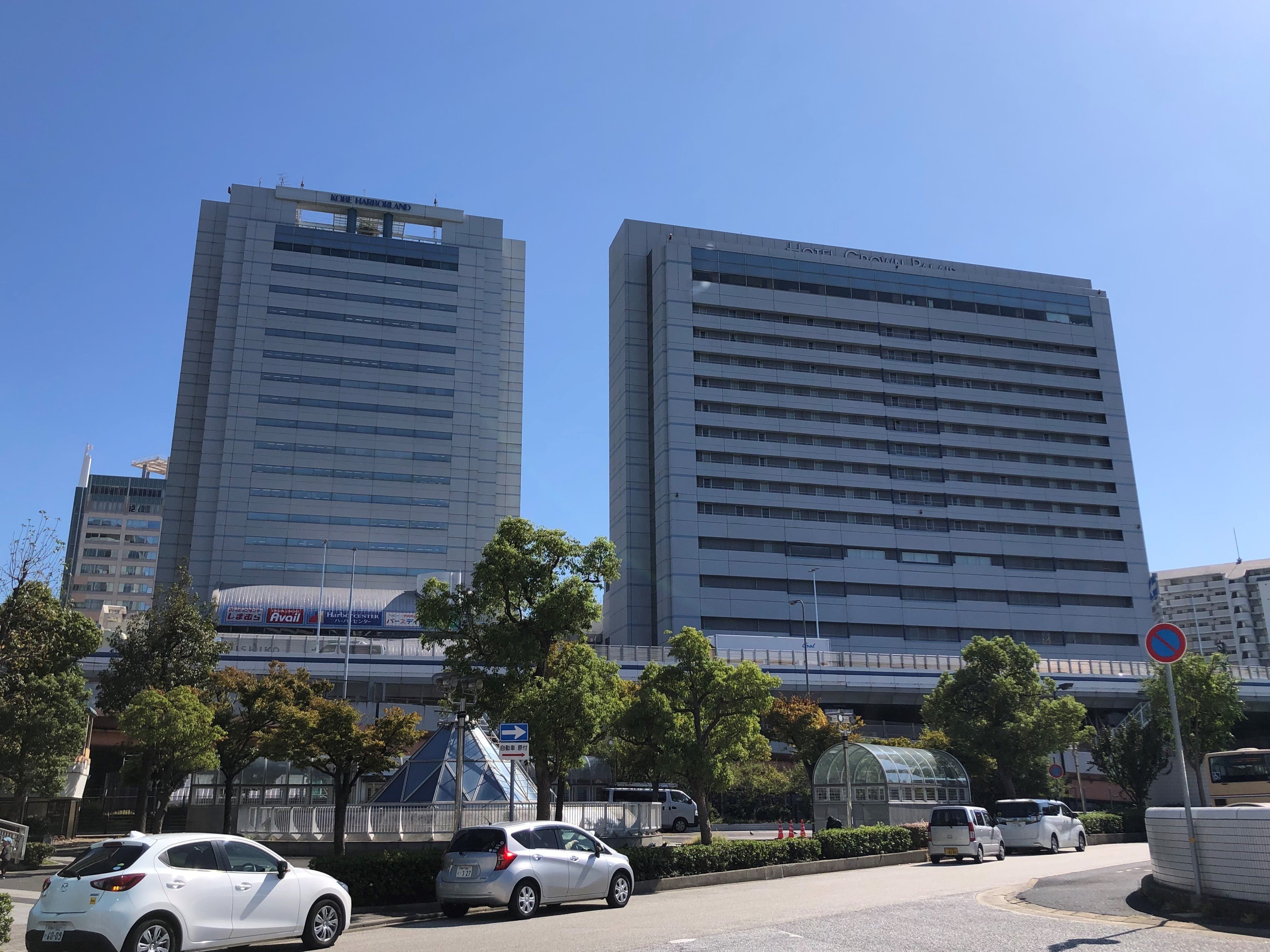
神戸ハーバーランドセンタービル

神戸ハーバーランドセンタービル（こうべハーバーランドセンタービル）は、兵庫県神戸市中央区・神戸ハーバーランドにある複合商業ビル。
「商業棟」（ハーバーセンター）、「ホテル棟」（ホテルクラウンパレス神戸）、「オフィス棟」の3つのビルで構成されている。
本項では、主に商業棟で営業しているショッピングセンターとホテル棟で営業している宿泊施設について記述する。かつて商業棟で営業していた『神戸西武』、『神戸ハーバーサーカス』、『ビーズキス』、『ファミリオ』についても本項で扱う。

## 商業棟
商業棟は、オープン当初から神戸ハーバーランド全体や周辺の商業施設等との競合などの影響を受け、運営会社や店舗の入れ替わりが続いていた。2014年7月以降は『ハーバーセンター』という名称のショッピングセンターとして営業しており、2024年には開業10周年を迎えた。
ビルは北側から南側に向かって波打つように高くなる外観が特徴で、北に位置するJR神戸駅のホームからも視認できる。

### フロア構成
ビルの北側は天井まで吹き抜けのアトリウムとなっており、地下1階レベルに『スペースシアター』と称した約400名を収容可能な多目的スペースを備えている。天候に左右されず、最寄駅と地下で直結しているというアクセスの良さから、定期的にイベントの会場として利用されている。また、『HARBOR VISION（ハーバー・ビジョン）』という265インチの大型ワイドLEDモニタも設置されており、神戸新聞による文字ニュースや近隣のOSシネマズ神戸ハーバーランドで上映される映画の広告、もしくは館内に設置されたカメラの映像を映している。
出入口は地上1階の東側にあるほか、地下2階ではデュオこうべの南端部と、地上2階ではプロメナ神戸とペデストリアンデッキを介して接続している。また、地上1階には館内とホテル棟を直結する出入口もある（ニューオータニが営業していた頃は、5階とも接続していた）。
以下の入居テナントは、2025年5月現在のもの。「☆」印を付した店舗は、『ハーバーセンター』としての開業以前から営業している。

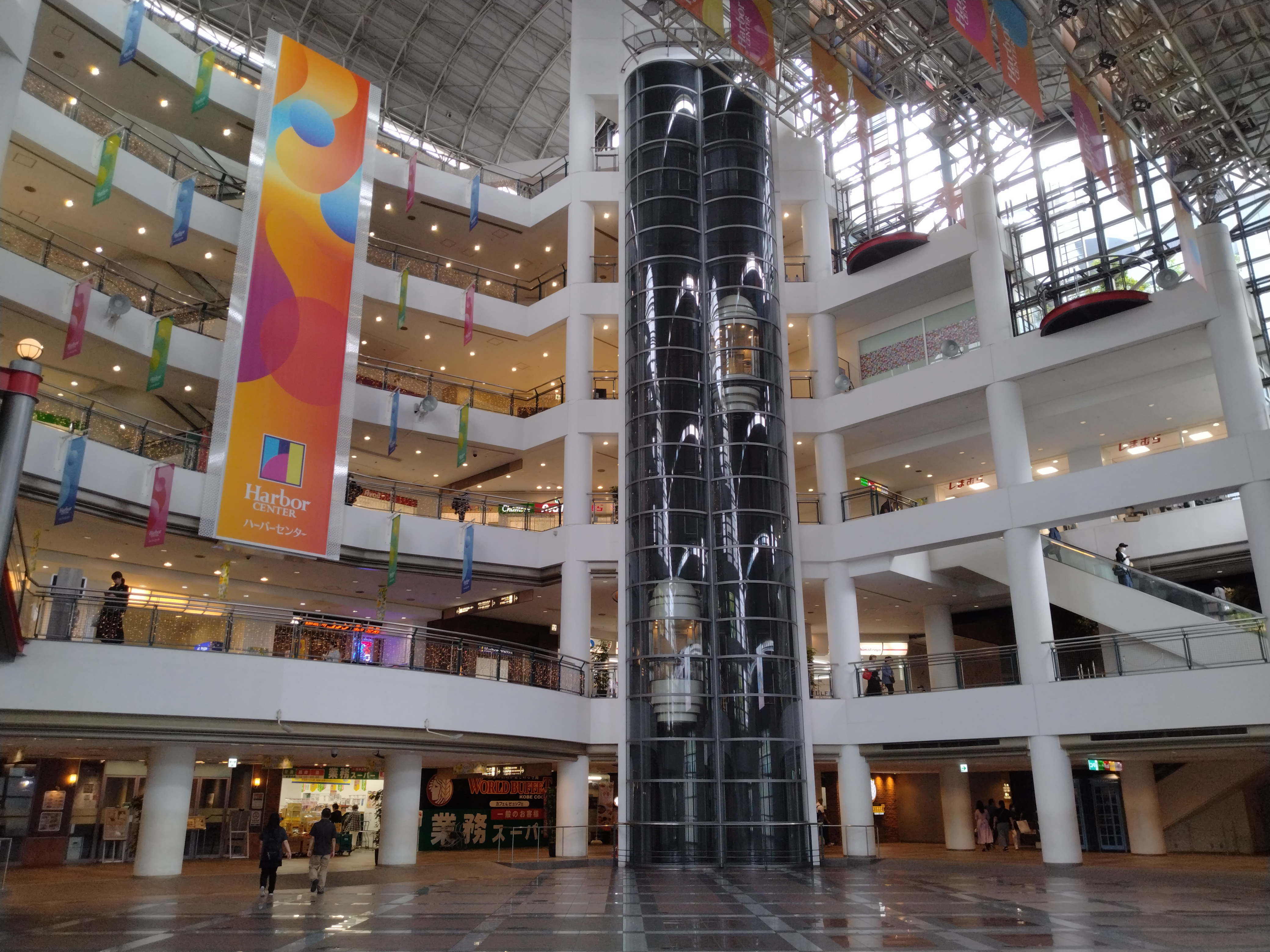
アトリウム

| フロア  | 商店・施設名                  | 備考                          |
| ------- | ----------------------------- | ----------------------------- |
| 5階     | 神戸市青少年会館              |                               |
| 4階     | 神戸市教育委員会              |                               |
| 3階     | ダイソー                      | [ 注釈 2 ]                    |
| 3階     | ニトリ                        |                               |
| 2階     | ファッションセンターしまむら  | 4店舗ともしまむら系のブランド |
| 2階     | アベイル                      | 4店舗ともしまむら系のブランド |
| 2階     | バースデイ                    | 4店舗ともしまむら系のブランド |
| 2階     | シャンブル                    | 4店舗ともしまむら系のブランド |
| 2階     | 神戸ハーバーランド郵便局      | ☆                             |
| 1階     | ファミリーマート              | ☆/24時間営業                  |
| 1階     | コメダ珈琲店                  |                               |
| 1階     | 西松屋                        |                               |
| 1階     | みなとのこども診療所          | 小児科・児童精神科            |
| 1階     | 神戸消化器・内視鏡クリニック  | 内科・消化器内科・内視鏡内科  |
| 1階     | 神戸ロイヤル薬局              |                               |
| 地下1階 | 業務スーパー                  |                               |
| 地下1階 | 神戸クック ワールドビュッフェ |                               |
| 地下1階 | サイゼリヤ                    | ☆                             |
| 地下1階 | スペースシアター              | 多目的スペース                |
| 地下2階 | カリモク家具 神戸ショールーム | ☆                             |

### 神戸西武時代
1992年（平成4年）9月、神戸ハーバーランドの街開きと共に『神戸西武』が開業。運営は地域子会社「神戸西武百貨店」（本社・神戸市、社長・水野誠一）が行った。営業面積は25,000㎡。オフィス棟地下2階～5階、ホテル棟2階～4階、店舗棟地下1階～5階に展開した。
フロア構成
個性化・差異化された14の専門領域で構成され、アドバイザーやコンサルティングも充実させた。地下2階には渋谷店に次ぐ出店で関西初展開となった「食品館COO」、地下1階にはバッグとシューズをスタイリングをもとに編集した婦人服飾雑貨店の「ザッカ メッカ（ZACCA MECCA）」、3階には神戸がゴルフ場発祥の地で、日本最古のゴルフ場である神戸ゴルフ倶楽部を初めとしてゴルフ場が多い地域柄にちなみ、ゴルフ用品にこだわったスポーツ用品店の「アーバンクラブスポーツ」、4階には子ども向けの衣料・雑貨・知育玩具などを扱う「ベビー&キッズファーム（KIDS FARM）」、家具・インテリア・家庭用品をメーカーやブランドではなくライフスタイルをテーマに取り揃えた「生活雑貨ロフトリビング（LOFT LIVING）」および「趣味雑貨ロフト（LOFT）」、5階にはKiss-FMのサテライトブースを併設した「リブロ（LIBRO）&ウェイヴ（WAVE）」などが構成された。
撤退
「21世紀へ向けての街づくりの拠点」として華々しくオープンし、当初は年商220億円を予測したものの、1994年（平成6年）2月期決算では年商72億円余りという厳しい結果となった。マーケティングと実際の需要の乖離もあり、商圏・客層とも計画・見通しからかなりずれ込んだ。結局、阪神・淡路大震災直前の1994年12月をもって早々と撤退が決まり、西武全店舗で歴代最短の早さで閉店となった。商業棟は震災を挟み、1996年（平成8年）4月までの1年以上にわたって空きビルの状態が続くことになった。

### 神戸ハーバーサーカス時代
人材派遣会社のパソナの創業者・南部靖之の資産管理会社「南部エンタープライズ」が、運営会社に全体の70%以上を出資。あわせて同氏の知人のベンチャー経営者が率いる大手企業も出資して『神戸ハーバーサーカス』が1996年（平成8年）4月に開業。阪神・淡路大震災で被災した多くの商店主らの受け皿となる「一坪ショップ」などを中心とした商業施設として生まれ変わった。
また、「エンターテインメントデパートメントストア」を標榜して店内に電車を走らせたり、ホテルと同様の「コンシェルジュ」を配置して来客の要望に対応したりしたほか、吉本興業によるステージ『吉本海岸通り劇場』や、後のビーズキス時代の核施設『神戸スイーツハーバー』の前身ともいえる『神戸洋菓子博品館』など、ユニークなサービスを展開したが、ハーバーランド全体が三宮や元町に比べて震災からの復興に後れを取ったため集客力が低迷。2002年（平成14年）までに、累積損失は約65億円に上った。
そのため、同年6月に映像制作などを手掛けるオメガ・プロジェクト（現在の伊豆シャボテンリゾート株式会社）の資本参加を仰いで、店を舞台とした映画製作を行なったり、同年9月に放送用スタジオを設置して店内で番組を制作したりして、情報発信する新たな拠点作りを目指した。しかしオメガ社の構想は具体化せず、2003年（平成15年）8月17日にソフマップが近くのダイエーハーバーランド店（現在のumie・NORTH MALL）に移転するなどテナントの流出が続いたことから、2004年（平成16年）3月末に撤退することになった。

### ビーズキス時代

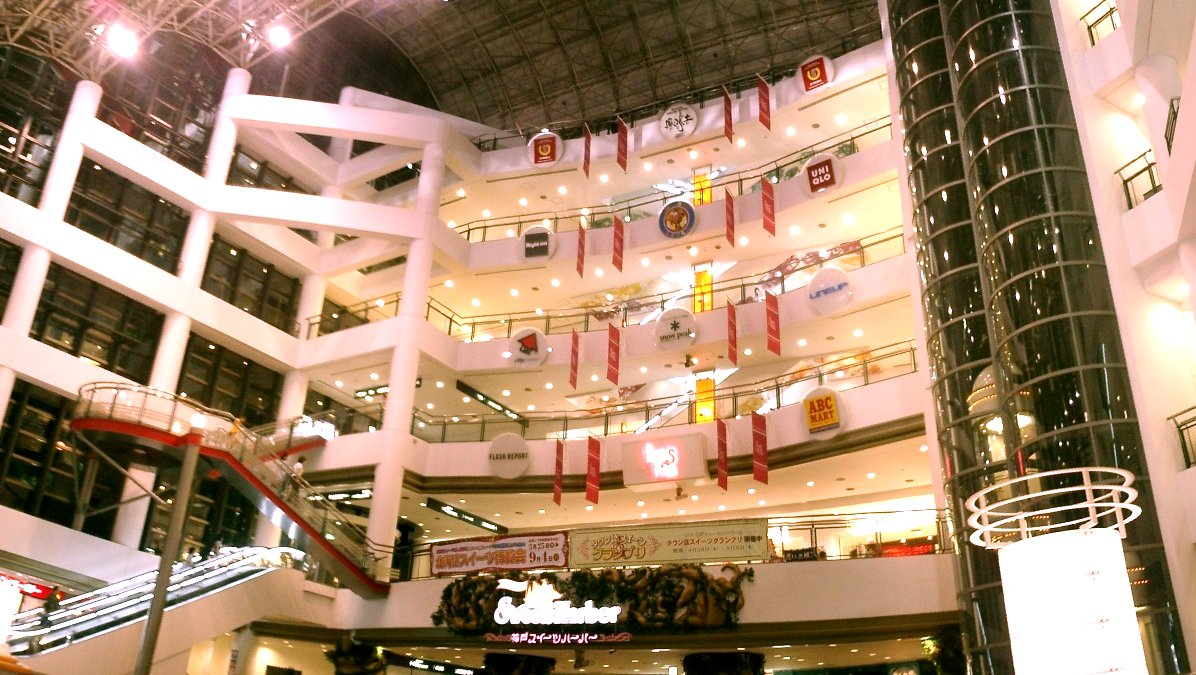
ビーズキス時代のアトリウム

『神戸ハーバーサーカス』の撤退を受け、当時ビルを所有していた住友生命保険が店舗跡を約30億円かけて改装し、野村不動産ホールディングス傘下の商業コンサルタント業者であるジオ・アカマツの運営により2004年（平成16年）12月3日に『ビーズキス』として改めて開業した。
「ビーズキス」は「ミツバチの口づけ」という意味で、開業当初は家族向けの有力店の誘致に力を入れ、ゲーム機器大手のナムコが運営し、レトロな港街をイメージした約3,000m2のフロアに全国の有名洋菓子店約20店を集めた洋菓子のテーマパーク『神戸スイーツハーバー』を目玉とし、ユニクロやトイザらスなどの衣料品店や雑貨店、ボウリングやフットサルなどが楽しめる24時間営業の遊戯施設など約60店が入居した。中でも『神戸スイーツハーバー』は、2006年（平成18年）7月に来客数が累計500万人を突破するなど根強い人気を持っていた。
その後、2007年（平成19年）3月1日に住友生命保険がビルの持ち分92.87%を三菱UFJ信託銀行に売却、同行傘下の特別目的会社・神戸HLホールディングがその受益権を取得したが、この際には神戸市の外郭団体・神戸ハーバーランド情報センターは残りの持ち分7.13%を引き続き保有した。また程なくして、同行はパシフィックマネジメント（後のパシフィックホールディングス）の特別目的会社に転売。運営権はイタリアの投資会社・イフィル傘下の不動産賃貸および売買仲介業者・クッシュマン・アンド・ウェイクフィールドに全面委託された。
2007年（平成19年）1月25日には、神戸スイーツハーバーが3年間の契約期限が来たことを理由に閉店。その後も2008年（平成20年）1月のトイザらスなど、主力テナントの撤退が相次いだため、同年3月にはテナント数は約30店まで減少した。

### ファミリオ時代

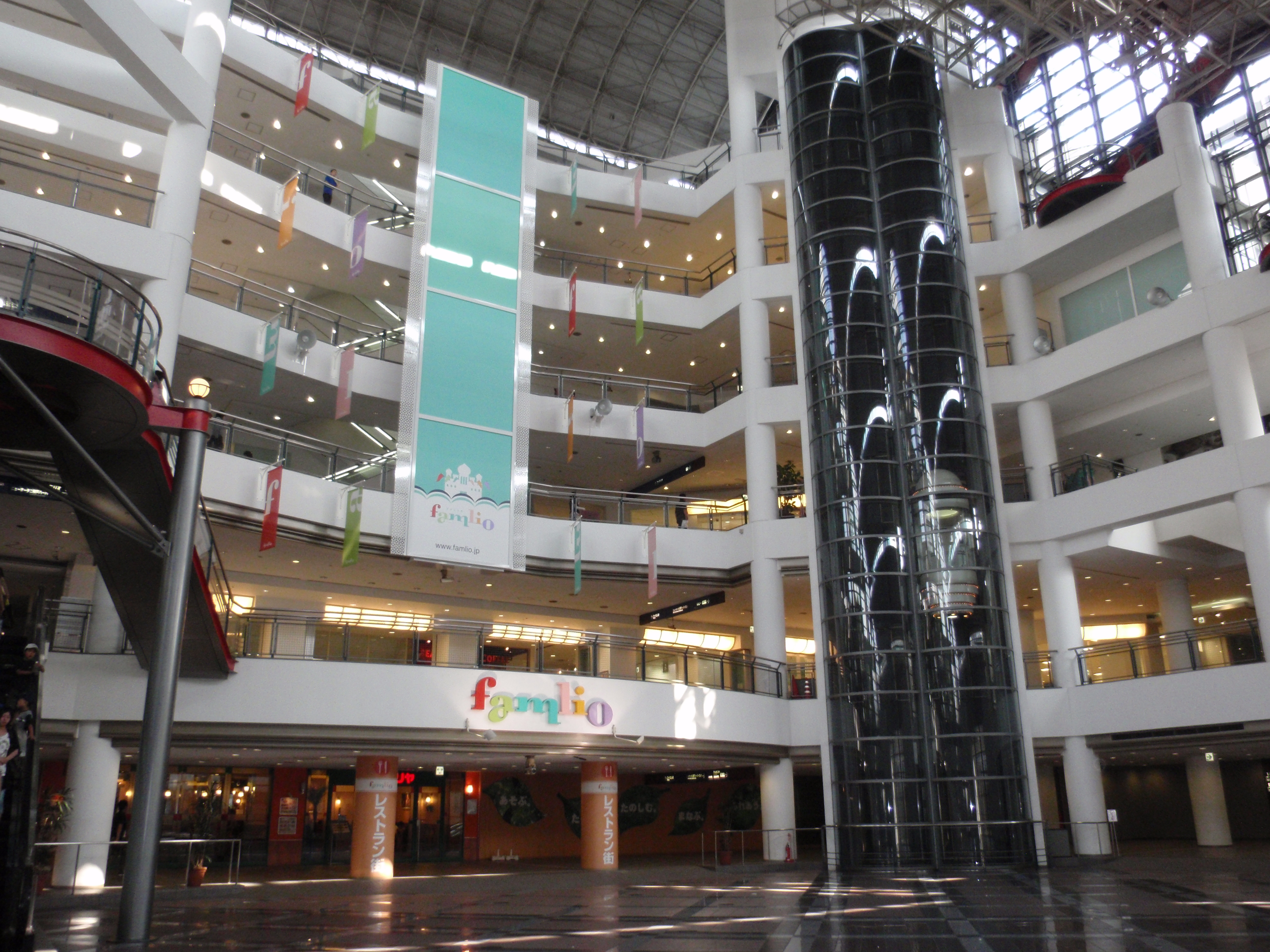
ファミリオ時代のアトリウム

新たに運営を受託した日本管財は、従来失敗してきた若者向けから固定客が見込める家族向けに特化して改装することとし、2008年（平成20年）4月25日に飲食店に加えて絵本コーナーや遊具などを備え、北欧デザインのテーブルやイス・462席を配したフードコート『PLAY！（プレイ）』を地下1階にオープン。ショッピングセンターとしての名称も『ファミリオ』に改めて新装開店した。しかしなかなか客足は伸びず、『PLAY！』はテナントの流出が続いたことから1年余り経過した2009年（平成21年）6月10日に早くも閉鎖。同年10月5日より、内装等はそのままに大衆食堂の形態の『ファミリオ食堂』としてリニューアルし、平日ランチタイムのみの営業となっていた。従来の絵本コーナーなどは「ママ&キッズコーナー」として引き続き供用された。2011年（平成23年）以降は、リニューアル工事という名目で再度閉鎖され、結局営業再開には至らなかった。
さらには、2009年（平成21年）12月26日にホテル棟で長年営業してきた『ホテルニューオータニ神戸ハーバーランド』（詳細は後述）が集客力の低下による業績不振を理由に撤退。2011年（平成23年）1月31日にも衣料品などのテナント14店が一斉に閉店し、末期には1階のファミリーマートや地下1階のサイゼリヤなどわずか4店舗にまで減少してしまう。これにより、3階以上のフロアは店舗がなくなったため、閉鎖されることになった。同年4月頃には、当時存在した公式ウェブサイトへのアクセスが不可能となったため、公式な発表こそなかったが、この頃には『ファミリオ』としての営業も実質終了したとみられる。また、2009年（平成21年）には施設の所有権を有していたパシフィックホールディングスもリーマン・ショック後の不況の影響で倒産したため、委託元のクッシュマン社が運営を続ける格好となった。
なお、この時期には2005年（平成17年）6月7日の開学時からオフィス棟に入居していたカーネギーメロン大学日本校が二十数人程度の定員に対して年度当たり10名以下の生徒しか集まらず、兵庫県からの当初5年間の運営費20億円の助成が県の財政悪化の影響を理由に受けられなくなることなどを理由に、2010年（平成22年）3月に閉鎖。同様に、オフィス棟に2004年（平成16年）の発足時から本部機能を有する神戸キャンパスを構えていた兵庫県立大学も、2011年（平成23年）4月に神戸市西区の学園都市地区やポートアイランドの新キャンパスへ移転するなど、集中的にテナントの撤退が続いた。
ただし、この時期でも『スペースシアター』や店舗が入居してない空き区画が短期間のイベント会場としてしばしば利用されており、例として2011年（平成23年）10月1日から11月23日まで『神戸ビエンナーレ2011』の会場の一つとなった。

### ハーバーセンター時代
施設の売却先を模索していたクッシュマン社は、倒産したホテルや旅館を買収して再生する手法で成長したホテルマネージメントインターナショナル(HMI)グループが約50億円で全3棟を取得したことを2011年（平成23年）10月3日に正式に発表した（不動産は同グループの1社である伊良湖リゾートが取得）。
商業棟に関しては、中国やタイなどアジアの観光客を主な対象にした飲食店や雑貨店など、約80店舗で構成される新たなコンセプトの商業施設として2012年（平成24年）4月に営業を始める予定と報道されていたが、後にホテルの開業延期を発表した時点では改装内容は白紙となっていた。その後も2013年（平成25年）にかけては、同年12月6日にカリモク家具が地下1・2階の各1区画に入居した程度で状況に大きな変化はなく、アトリウムには『ファミリオ』時代のペナントが吊るされたままになっていた。
そんな中、HMI傘下の運営会社・ハーバーリースは2014年（平成26年）7月15日に商業施設の新名称『ハーバーセンター』を発表した。また、同年7月17日には2階のほぼ全域にしまむらが4ブランドの店舗を一斉に出店、同年8月1日にも小児科・児童精神科の診療所が開業するなど、「地域生活密着」を新たなコンセプトとして施策を進めている。
2019年（令和元年）4月13日には3階にダイソーがオープンしたことで、長年閉鎖されていた3階が再び営業フロアとして開放された。また2020年 (令和2年) 9月17日には4階に神戸市教育委員会が神戸市役所3号館から移転し、2021年 (令和3年) 7月1日には5階に神戸市青少年会館が三宮の勤労会館から移転。これにより約11年半ぶりにすべてのフロアに店舗や施設が入居することとなった。
なお、開業当初は『ハーバーセンター』独自の公式サイトはなく、運営会社のハーバーリースのサイト内にテナントやイベントの情報が掲載されていたが、2020年3月16日に公式サイトがオープンした。

## ホテル棟
ホテルクラウンパレス神戸は、兵庫県神戸市中央区・神戸ハーバーランドにある宿泊施設。
2012年（平成24年）7月26日開業。ホテルマネージメントインターナショナル(HMI)による運営で、同社の最上級ブランド『ホテルクラウンパレス』を名乗るホテルの一つである。
元々はHRTニューオータニの運営による、ホテルニューオータニグループの『ニューオータニ神戸ハーバーランド』が営業していたが、1995年（平成7年）の阪神・淡路大震災以降は客足が伸び悩み、2009年（平成21年）12月26日をもって営業を終了した。HMIがビルを取得した時点では、2012年（平成24年）3月1日に新装開業すると発表していたが、ニューオータニの撤退から2年間放置されていた施設は損傷が進んでいたため、予定よりも改装工事に時間を要し、5か月近く遅れて同年7月26日の開業となった。
229の客室（収容定員・545名）はヨーロッパ調の家具で統一され、7階には長さ21メートル・幅3メートルの浴槽を備えた宿泊客専用の温浴施設、山と海の景色が一望できる最上17階のレストランなどがある。また、6階テラスは庭園付きのチャペルを含む大小10カ所の結婚式場や宴会場、レストラン、生花店などで構成される『ザ マーカス スクエア』として営業しており、婚礼業のポジティブドリームパーソンズに運営を委託している。

## 交通アクセス
各鉄道駅やバスターミナルとは、地下2階レベルでデュオこうべを介して連絡している。
- JR神戸線 - 神戸駅
- 神戸市営地下鉄海岸線 - ハーバーランド駅
- 阪急・阪神神戸高速線 - 高速神戸駅・西元町駅
- 神戸市バス・阪急バス・神姫バス - 神戸駅前バスターミナル